# Empedrat i desaigües del poble antic de Corbera
L'Empedrat i desaigües del poble antic de Corbera és una obra de Corbera d'Ebre (Terra Alta) inclosa a l'Inventari del Patrimoni Arquitectònic de Catalunya.

## Descripció
Carrer de còdols i lloses de pedra de forma còncava als laterals per al pas de les aigües pluvials. En les confluències dels carrers també hi ha desaigües amb lloses de pedra. És interessant la conservació d'aquests sistemes d'evacuació tradicionals. L'empedrat de còdols està molt deteriorat, però encara es conserva l'aspecte original; possiblement el carrer fou el carrer d'accés a la part superior del poble: al castell. Aquest element ha aparegut quan s'han netejat els carrers de la runa produïda durant la Guerra Civil.